# Kulturpreis der oberfränkischen Wirtschaft
Der Kulturpreis der oberfränkischen Wirtschaft, der seit 1970 von der Industrie- und Handelskammer Bayreuth verliehen wurde, ehrte Personen und Gruppen, die sich für das kulturelle Leben in Oberfranken verdient gemacht haben.
Die Stiftung erfolgte zum 125-jährigen Jubiläum der Industrie- und Handelskammer. Sie zeichnete Leistungen in Kunst, Literatur, Musik oder Wissenschaft aus, die für Oberfranken von Bedeutung sind.

## Preisträger
- 1970 Karl Potzler
- 1971 Anton Greiner und Caspar Walter Rauh
- 1972 Hans Max Freiherr von Aufseß
- 1973 Karl Höller
- 1974 Maria Röhl, gen. Neppert-Böhland
- 1975 Günther Stüdemann
- 1976 Robert Bauer-Haderlein und Alfred Heller
- 1977 Karl-Heinz Bauer und Hans Liska
- 1978 Fritz Schmidt
- 1979/1980 Erich Arneth, Gerhard C. Krischker, Erich Rappl, Otto Sahmann  und Eberhard Wagner
- 1981 Erwin Hermann und Elisabeth Roth
- 1982 Joachim Kröll und Hans Vollet
- 1983 Hans Achtziger
- 1984 Karl Leutner und Walther Stürmer
- 1985 Karl Bedal
- 1986 Günter Rossow
- 1987 Reinhard Klesse und Willi Seiler
- 1988/1989 Walter Sage, Gerd Fleischmann, Heimatkundlicher Arbeitskreis Stockheim und Geologisch-Heimatkundliche Arbeitsgemeinschaft Ludwigsstadt
- 1990 Heinz Badewitz
- 1992 Hans Ernst und Roland Schön
- 1993 Margarete Wiggen und Adrian Arthur Senger
- 1994 Otto Knopf und Otto Karl Schemm
- 1996 Kerstin Specht und Harro Frey
- 1998 Ursula Benker-Schirmer
- 2000 Tanja Kinkel
- 2002 Arthur Liesz und Milada Weber
- 2004 Faust-Festspiele, Kronach – vertreten durch Daniel Leistner
- 2008 Bayreuther Kinder- und Spatzenchor an der Hochschule für evangelische Kirchenmusik
- 2011 Fränkischer Theatersommer e. V. – Landesbühne Oberfranken